# Nediljko Labrović
Nediljko Labrović, född 10 oktober 1999, är en kroatisk fotbollsmålvakt som spelar för Rijeka.

## Klubbkarriär
Den 9 juni 2021 värvades Labrović av Rijeka, där han skrev på ett fyraårskontrakt.

## Landslagskarriär
Labrović debuterade för Kroatiens landslag den 26 mars 2024 i en 4–2-vinst över Egypten.